# Twin Waters
Twin Waters är en del av en befolkad plats i Australien. Den ligger i kommunen Sunshine Coast och delstaten Queensland, omkring 95 kilometer norr om delstatshuvudstaden Brisbane. Antalet invånare är 2 542.
Närmaste större samhälle är Nambour, nära Twin Waters. 
Omgivningarna runt Twin Waters är en mosaik av jordbruksmark och naturlig växtlighet. Runt Twin Waters är det tätbefolkat, med 735 invånare per kvadratkilometer. Genomsnittlig årsnederbörd är 1 778 millimeter. Den regnigaste månaden är januari, med i genomsnitt 345 mm nederbörd, och den torraste är september, med 40 mm nederbörd.